# Pavel Chekov
Pavel Chekov est un personnage de l'univers de fiction de Star Trek, et plus particulièrement de la série originale dans laquelle il est interprété par Walter Koenig. Au cinéma il a notamment été interprété à trois reprises entre 2009 et 2016 par l'acteur américain d'origine russe Anton Yelchin.

## Biographie
Pavel Andreievich Chekov est né en 2245, il s'inscrit en 2263 à la Starfleet Academy et devient enseigne chargé de la navigation à bord de l'Enterprise NCC-1701 en 2267.
Élément souvent comique de la série, le jeune enseigne, séduisant et impulsif, apparaît lors de la deuxième saison de la série originale de Star Trek. Son accent russe trahit ses origines slaves ainsi que son amour pour la vodka. Pour lui, sa mère-patrie a tout inventé, ce qui fait sourire les membres de l'équipage. En effet, la série fut écrite et diffusée aux États-Unis en pleine guerre froide.
Diplômé d'honneur de la Space Academy. Chekov remplace également M. Spock au poste d'officier scientifique quand c'est nécessaire. Sa promotion au grade de lieutenant entraîne son transfert en tant qu'officier tactique et chef de la sécurité du navire. Au cours de son service sur l'Enterprise, Chekov a littéralement perdu la tête à trois reprises : Une entité extraterrestre a transformé Chekov en un guerrier vicieux en quête de vengeance ; Chekov a été contrôlé par des enfants maléfiques et a tenté d'arrêter le capitaine Kirk ; l'interspace a transformé son cerveau en fou hurlant; Il aime aussi les belles androïdes femelles.
À l'issue de la mission de cinq ans en 2270, Chekov est promu lieutenant et chef de la sécurité, toujours sur l’Enterprise. Il poursuit sa carrière à bord du Reliant comme officier scientifique.
En 2285, au début de la crise "Génésis", Chekov est premier officier à bord de l'USS Reliant. Le commandeur Pavel Chekov trouve sur Ceti Alpha V un ancien équipage humain, abandonné sur la planète par le capitaine Kirk. Leur chef est Khan Noonien Singh, enfant de l'eugénisme de la fin du XXe siècle. Il utilise une espèce de larve qui s'enroule autour du cortex cérébral de Chekov pour le contrôler lui et son capitaine. plus tard Chekov surmonte le contrôle mental de la créature et sert d'officier tactique de l'Enterprise dans la bataille décisive contre Khan.
Chekov est complice du vol par Kirk de l'Enterprise puis assiste à sa destruction pour sauver Spock, mais est disculpé à son retour sur Terre. Il sert ensuite de navigateur à bord de l'USS Enterprise (NCC-1701-A) et en 2287 agit en tant que capitaine temporaire aux commandes de l'Enterprise-A, pour négocier avec Sybok à Nimbus III. En 2293, il est invité à bord de l'USS Enterprise (NCC-1701-B) lors de son voyage inaugural,. Chekov est mentionné comme étant décédé, dans un discours de son fils, Anton, qui est alors le président de la Fédération en 2401.
Les romans dérivés montrent un cheminement de carrière continu, mais ceux-ci ne sont pas considérés comme canon dans l'univers  Star Trek . Les romans écrits par William Shatner détaillent que Chekov atteint le rang d'amiral et sert même de commandant en chef de Starfleet.

### Chronologie alternative
Le film de 2009 crée une chronologie alternative dans la franchise. Dans cette chronologie, Chekov est présenté comme un prodige de 17 ans dont les capacités mathématiques s'avèrent déterminantes. Chekov se retrouve promu ingénieur en chef après la démission de Scotty. L'équipage se retrouve abandonné sur une planète inconnue à la suite de la destruction de Enterprise, pour échapper à un piège. Ils travaillent plus tard avec le reste de l'équipage pour redémarrer un vaisseau Starfleet perdu depuis longtemps pour échapper à la planète et vaincre un plan d'attaque de la Fédération.
Dans la nouvelle version du premier équipage de l'Enterprise sur grand écran, Anton Yelchin est le nouveau visage de l'ingénieur en chef Pavel Chekov à partir de 2009 avec le film de J. J. Abrams, Star Trek, qui sera suivi de deux autres en 2013 et 2016.